# Lichen Promontory
Die Lichen Promontory ist eine Halbinsel auf der Westseite der antarktischen Ross-Insel. Sie liegt zwischen der Horseshoe Bay und der Maumee Bight. Der Rocky Point ist ihr seewärtiger Ausläufer. Sie besteht aus dunklen, von Schneefeldern durchsetzten Felsvorsprüngen.
Das New Zealand Antarctic Place-Names Committee benannte sie nach hier gefundenen Flechten.